# قائمة العملات التذكارية والميداليات الأمريكية (عقد 1900)

## 1903

### عملات غير متداولة
| الفئة | العملة                              | تصميم الوجه الأمامي | تصميم الوجه الخلفي    | المعدن            | السكّ                                                                        | التوافر | الوجه الأمامي | الوجه الخلفي |
| ----- | ----------------------------------- | ------------------- | --------------------- | ----------------- | --------------------------------------------------------------------------- | ------- | ------------- | ------------ |
| $1    | دولار ذهبي لمعرض شراء لويزيانا      | توماس جفرسون        | فئة العملة, 1803-1903 | 90% ذهب, 10% نحاس | تمت الموافقة على: 250,000 (حد أقصى) غير متداولة: 125,029 (P) إثبات: 100 (P) | 1903    |               |              |
| $1    | دولار ماكينلي في معرض صفقة لويزيانا | ويليام ماكينلي      | فئة العملة, 1803-1903 | 90% ذهب, 10% نحاس | غير متداولة: 125,029 (P) إثبات: 100 (P)                                     | 1903    |               |              |

## 1904

### عملات غير متداولة
| الفئة | العملة                          | تصميم الوجه الأمامي | تصميم الوجه الخلفي | المعدن            | السكّ                                                                  | التوافر | الوجه الأمامي | الوجه الخلفي |
| ----- | ------------------------------- | ------------------- | ------------------ | ----------------- | --------------------------------------------------------------------- | ------- | ------------- | ------------ |
| $1    | دولار لويس وكلارك الذهبي للمعرض | ميريويذر لويس       | وليام كلارك        | 90% ذهب, 10% نحاس | تمت الموافقة على: 250,000 (حد أقصى 1904-1905) غير متداولة: 25,028 (P) | 1904    |               |              |

## 1905

### عملات غير متداولة
| الفئة | العملة                 | تصميم الوجه الأمامي | تصميم الوجه الخلفي | المعدن            | السكّ                   | التوافر | الوجه الأمامي | الوجه الخلفي |
| ----- | ---------------------- | ------------------- | ------------------ | ----------------- | ---------------------- | ------- | ------------- | ------------ |
| $1    | دولار معرض لويس وكلارك | ميريويذر لويس       | وليام كلارك        | 90% ذهب, 10% نحاس | غير متداولة 35,041 (P) | 1905    |               |              |